# Le Muy
Le Muy – miejscowość i gmina we Francji, w regionie Prowansja-Alpy-Lazurowe Wybrzeże, w departamencie Var.
Według danych na rok 1990 gminę zamieszkiwało 7248 osób, a gęstość zaludnienia wynosiła 109 osób/km² (wśród 963 gmin regionu Prowansja-Alpy-W. Lazurowe Le Muy plasuje się na 91. miejscu pod względem liczby ludności, natomiast pod względem powierzchni na miejscu 95.).